# Rivière Saint-Athanase
Pour les articles homonymes, voir Saint Athanase.
La rivière Saint-Athanase est un affluent de la rive sud de la rivière Saguenay coulant dans la municipalité de Petit-Saguenay, dans la municipalité régionale de comté (MRC) du Fjord-du-Saguenay, au Québec, au Canada.
La vallée de la rivière Saint-Athanase est surtout desservie par le chemin Saint-Louis et le chemin Saint-Étienne,.
La foresterie constitue la première activité économique du secteur; les activités récréotouristiques, en second.[réf. nécessaire]

## Géographie
(décembre 2019).
 (décembre 2019).
Si vous disposez d'ouvrages ou d'articles de référence ou si vous connaissez des sites web de qualité traitant du thème abordé ici, merci de compléter l'article en donnant les références utiles à sa vérifiabilité et en les liant à la section « Notes et références ».
Les principaux bassins versants voisins de la rivière Saint-Athanase sont :
- Côté Nord : rivière Saguenay ;
- Côté Est : rivière Saint-Étienne, rivière des Petites Îles, fleuve Saint-Laurent ;
- Côté Sud : rivière Petit Saguenay ;
- Côté Ouest : rivière Petit Saguenay, rivière du Cabanage.

La rivière Saint-Athanase prend sa source à l’embouchure du Petit lac Alphée (longueur : 0,3 km ; altitude : 183 m). Cette source est située à :
- 5,4 km au sud de son embouchure (confluence avec la rivière Saguenay) ;
- 2,6 km au nord-est du cours de la rivière Petit Saguenay ;
- 23,8 km à l'ouest de l'embouchure de la rivière Saguenay ;
- 4,9 km à l'est du centre du village de Petit-Saguenay.

À partir de sa source (Petit lac Alphée), le cours de la rivière Saint-Athanase descend sur 8,6 km selon les segments suivants :
- 0,6 km vers le nord notamment en traversant le lac Alphée (longueur : 0,4 km ; altitude : 164 m) sur km, jusqu'à son embouchure ;
- 0,5 km vers l'est en formant une courbe vers le nord, jusqu'à la décharge (venant du nord) d'une ensemble de petits lacs ;
- 1,0 km vers l'est en formant en début de segment un crochet vers le sud, jusqu'à la décharge (venant du sud) d'une ensemble de petits lacs ;
- 1,4 km vers le nord en formant un grand S, jusqu'à la décharge (venant de l'est) d'un lac non identifié ;
- 2,4 km vers le nord en courbant vers le nord-est, jusqu'à la décharge (venant de l'est) d'un ensemble de lacs non identifiés ;
- 0,8 km vers le nord-ouest, jusqu'à la décharge d'un ensemble de lacs non identifiés ;
- 1,9 km vers le nord dans une vallée encaissée en courbant vers l'ouest pour contourner une grosse montagne, jusqu'à son embouchure[4].

L'embouchure de la rivière Saint-Athanase se déverse au fond de l'Anse au Cheval sur la rive sud de la rivière Saguenay. Cette confluence est située à :
- 3,4 km au nord-ouest du centre du village de Saint-Étienne ;
- 9,1 km au nord-est de la confluence de la rivière Petit Saguenay avec la rivière Saguenay ;
- 23,2 km à l'Ouest de Tadoussac.

## Toponymie
Le toponyme "rivière Saint-Athanase" se réfère à Saint Athanase, un patron de l'église catholique romaine.
Le toponyme "rivière Saint-Athanase" a été officialisé le 5 décembre 1968 à la Banque des noms de lieux de la Commission de toponymie du Québec.